# 杏仁核
杏仁核又名杏仁體，位于侧脑室下角前端的上方，海馬體旁回沟的外侧，顶部与尾状核的末端相连。
杏仁核是边缘系统的皮质下中枢，有调节内脏活动和产生情绪的功能。引發应急反应，讓動物能夠挺身而戰或是逃離危險。
杏仁核可以产生情绪激励，从而增强记忆。會讓人注意到該次經驗中最重要的細節。如：被搶的人通常會記得到犯人持用的刀械，而杏仁核受傷的人就不能記得這些細節。
杏仁核判断所看见的物体在情绪上的重要性：猎物、天敌、還是配偶、无关紧要。如果杏仁核变得兴奋，那么说明眼前的东西很重要，神经信号就会向下发送到自主神经系统，心跳开始加速，手掌开始出汗（导致皮肤电阻改变），肌肉开始收缩。如果杏仁核判断看到的是无关紧要的东西，身体就没有上述反应。
壓力靠著「釋放腎上腺素」和「釋放糖皮質素」來強化學習。這兩種激素都會作用在杏仁核和海馬體的受體上，以增強突觸可塑性；但長期的慢性壓力反而會大大損害學習能力。

## 結構

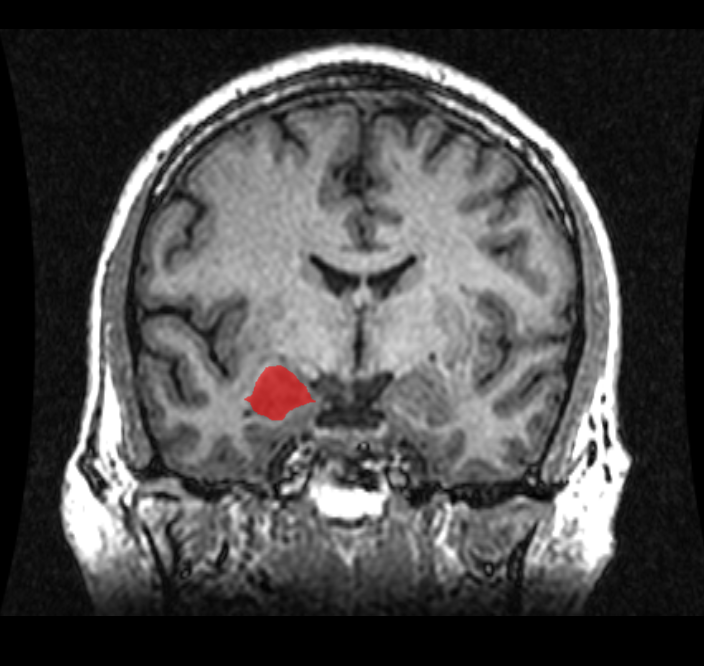
杏仁核結構圖

一般杏仁核分為兩部，即基底外側核群和皮質內側群。

### 左側與右側杏仁核
在一項研究中，刺激右側杏仁核會引起負面情緒，尤其是恐懼和悲傷。刺激左杏仁核會引起愉快的（幸福）或不愉快的（恐懼，焦慮，傷感）情緒。其他證據表明，左杏仁核在大腦的獎勵系統中起作用。
右側杏仁核在表達恐懼和處理引起恐懼的刺激中發揮作用。當一個人受到條件性厭惡刺激時，會在右側杏仁核內對其進行處理，從而產生令人不快或恐懼的反應。

## 性別差異
就性別差異而言，杏仁核是最容易理解的大腦區域之一。在成年大鼠中，雄性的杏仁核大於雌性杏仁核。

## 功能

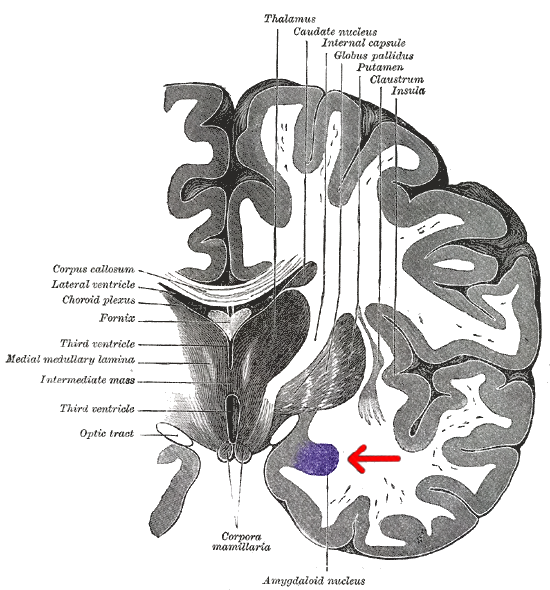

### 情緒記憶
杏仁核體積不大，但對情緒反應十分重要，尤其是恐懼。当动物个体遭遇伤害性刺激，大脑杏仁核的特定區域會「因為学会害怕」，从而產生恐懼的記憶。
杏仁核是情緒學習和記憶的重要結構。和海馬體一樣，杏仁核對新異刺激出現朝向反應，破壞兩側杏仁核的動物，對新異視覺刺激的朝向反應大為降低，缺乏對恐懼事件的辨識和反應。具有情緒意義的刺激會引起杏仁核電活動的強烈反應，並形成長期的痕跡儲存於腦中。

### 其他功能
杏仁核與其它皮質下中樞一樣，也是動物神經中樞，它能調節機體呼吸、心血管、胃腸道等的功能，尤其是情緒刺激伴隨的動物神經反應受杏仁核直接調控。它亦參與調節機體的性活動、攝食及調控下丘腦的作用，從而參與控制和調節垂體激素的分泌，調控神經內分泌系統功能。

## 丢失
损失杏仁核的人会丢失害怕的情感，但可以正常体会到快乐和悲伤。一位化名SM的女士就是一例。她患有类脂质蛋白沉积症，导致杏仁核逐渐钙化病变失能。她不怕蛇、蜘蛛、持刀袭击，甚至没有自己需要个人空间的观念。2013年，通过让他们吸入二氧化碳和氧气的混合气体，研究人员成功让SM和其他两位杏仁核受损的患者“平生第一次”感受到恐惧，甚至比正常人表现得更害怕。失去杏仁核的SM经常做出对生存不利的决断。她在极其缺钱无法购买食物时也没有感到恐慌，还购买了手机铃声。
也有切除杏仁核的手术，作为“最后一线方法”，治疗严重的攻击性行为障碍和类似行为，包括过度兴奋、暴力爆发和自残。切除对于大部分认知功能都没有损害，对于人面部表情的记忆和识别有损。

## 神經化學遞質
- 膽鹼類（Acetylcholine）。集中在ABL，與杏仁核點燃過程有關，電刺激可使乙酰膽鹼水平上調。杏仁核是驚厥活動涉及的腦區之一，Soman中毒後，腦內乙酰膽鹼迅速在末梢區積聚，造成局部腦區的興奮而誘發驚厥。
- 單胺類（MAO）。傳入纖維來自黑質和腹側被蓋區等部位。這與帕金森病的發病率存在顯著的性別差異一致。杏仁核內5-羥色胺(5-HT)能纖維和受體密度降低，增加ABL內5-HT，不僅具有明顯的抗抑鬱作用，還可使慢波睡眠增加和睡眠加深，由於抑鬱症病人常伴有睡眠障礙，抑鬱症狀緩解後睡眠也轉為正常，故有人認為杏仁核中5-HT功能不足可能是二者共同基礎之一。
- 氨基酸类（Amino acid）。兴奋性的谷氨酸和抑制性的GABA间的协调平衡对杏仁核功能的正常起着重要作用。谷氨酸激活NOS使NO合成增多，NO作用于相邻的突触前神经末梢，激活鸟苷酸环化酶，使cGMP生成增多而产生效应。
- 一氧化氮（NO）。杏仁核的大部分核團都含有NOS陽性神經元，其中AME和ABL的後部較多。NO與睡眠的關係資料報導有所不同。某些學者分別通過實驗，認為NO具有增加覺醒和減少慢波睡眠效應。
- 環化核苷酸（cGMP）。杏仁核中存有大量阿片受體，激活後可使cGMP濃度升高，而生成減少。杏仁核中註射cGMP可增加覺醒，減少慢波睡眠和總睡眠時間，對快波睡眠無影響，用cGMPase抑製劑引起的效應正好與cGMP相反，說明cGMP對睡眠一覺醒的調控有重要作用。
- 肽類（peptide）。SOM能神經活性物質可增強海馬體的LTP，促進學習和記憶，臨床一些癡呆症的認知和智力障礙與腦內SOM含量下降有關。SOM能神經系統改變是Alzheimer病的特異性致病機理之一，也有人認為其功能可能是通過作用於乙酸膽鹼和去甲腎上腺素這兩種神經遞質而影響記憶過程的。

從不同角度看杏仁核的位置（紅色為杏仁核）動畫。
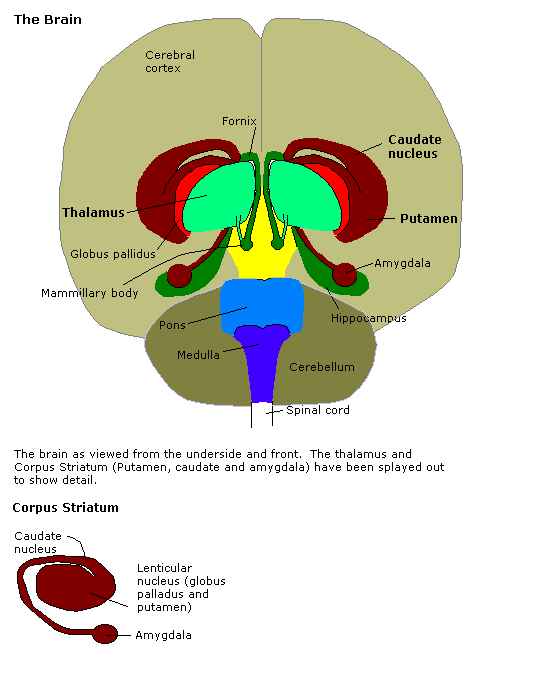
杏仁核是杏仁狀的暗紅色。穹窿，丘腦，乳頭體，蒼白球，殼核，尾狀核，海馬迴。

## 參閱
- 边缘系统
- 嗅脑
- 纹状体
- 屏状核
- 杏仁核劫持

## 外部連結
- head and neck（頭頸部）-杏仁核（Amygdala） （页面存档备份，存于）